# نيك فاركهارسون
نيك فاركهارسون (بالإنجليزية: Nick Farquharson)‏ هو لاعب كرة قدم بريطاني، ولد في 7 سبتمبر 1988 في كوفنتري في المملكة المتحدة. لعب مع نادي كرو ألكساندرا ونادي ويتون ألبيون.